# Julius en Romea
Julius en Romea is het twaalfde stripalbum uit de stripreeks Jeremiah. Het album is geschreven en getekend door Hermann Huppen. Van dit album verschenen tot nu toe drie drukken, bij uitgeverij Novedi in 1986, en bij uitgeverij Dupuis in de collectie Spotlight, in 1992 en 2006.

## Inhoud
Kurdy en Jeremiah nemen dienst als contractarbeiders in een stad die fungeert als toevluchtsoord voor zeer rijke gasten. De dochter van eigenaar van de stad, Romea, is verliefd op Julius, een vieze stinkende uitgestotene, die buiten de stad zwerft en op een doedelzak serenades speelt voor Romea. In plaats van rustig werk en goede arbeidsvoorwaarden, zoals de twee metgezellen hadden verwacht, krijgen ze een identificatienummer toegewezen en moeten ze ondankbaar werk verrichten. Nachts worden ze opgesloten in een afgesloten kazerne.
Een kleine onruststoker verstoort de rust van deze stad, trotseert de autoriteiten, beklad de muren en schopt vuilnisbakken om. Hij wordt vanwege zijn kostuum de zwarte engel genoemd. En dan, worden er ook stierengevechten gehouden ...